# فهرست اجرام گام
فهرست گام (به انگلیسی: Gum catalog) فهرستی نجومی از ۸۴ سحابی گسیلشی در آسمان جنوبی است. کالین استنلی گام، اخترشناس استرالیایی (۱۳۰۳–۱۳۳۹ خورشیدی) با استفاده از عکاسی میدان دید باز در رصدخانه کوه استرمبلو این فهرست را تهیه کرد. گام یافته‌های خود را در مقاله‌ای با عنوان مطالعه‌ای بر روی سحابی‌های اچ آلفای گسیلشی جنوبی در سال ۱۳۳۸ خورشیدی منتشر کرد. این مقاله فهرستی از ۸۴ سحابی یا مجموعه‌های سحابی را معرفی می‌کرد. از جمله فهرست‌های مشابه این کار، فهرست اجرام شارپلس و فهرست اجرام آر سی دبلیو هستند و بسیاری از اجرام فهرست گام در این فهرست‌ها تکرار شده‌اند.
سحابی گام به افتخار او نام‌گذاری شده‌است که در این فهرست به نام گام ۱۲ شناخته می‌شود. این سحابی از نوع سحابی‌های گسیلشی است و در جنوب صورت‌فلکی کشتی‌دم و بادبان قرار دارد.

## نمونه‌ها
| گام    | اسم متداول   | عکس‌ها | اسم‌ها و معرفی                                                                               |
| ------ | ------------ | ----- | ------------------------------------------------------------------------------------------- |
| گام ۴  | ان‌جی‌سی ۲۳۵۹  |       | سحابی اردک، کلاه‌خود ثور، ان‌جی‌سی ۲۳۵۹، شارپلس ۲۹۸، گام ۴                                     |
| گام ۱۵ | آرسی‌دبلیو ۳۲ |       | گام ۱۵، منطقه شکل‌گیری ستاره‌ها                                                               |
| گام ۲۰ | آرسی‌دبلیو ۳۶ |       | آرسی‌دبلیو ۳۶                                                                                |
| گام ۲۹ | آرسی‌دبلیو ۴۹ |       | گام ۲۹، آرسی‌دبلیو ۴۹                                                                        |
| گام ۶۰ | ان‌جی‌سی ۶۳۰۲  |       | سحابی پروانه، سحابی حشره، ان‌جی‌سی ۶۳۰۲، شارپلس۲–۶، کالدول ۶۹، آرسی‌دبلیو ۱۲۴                  |
| گام ۶۴ | ان‌جی‌سی ۶۳۳۴  |       | ان‌جی‌سی ۶۳۳۴، گام ۶۴، آرسی‌دبلیو ۱۲۷، شارپلس ۸، ESO 392-EN 009                                |
| گام ۶۶ | ان‌جی‌سی ۶۳۵۷  |       | سحابی جنگ و صلح، گام ۶۶، آرسی‌دبلیو ۱۳۱، ان‌جی‌سی ۶۳۵۷، شارپلس۲–۱۱                             |
| گام ۷۲ | سحابی مرداب  |       | سحابی مرداب، ام ۸، مسیه ۸، ان‌جی‌سی ۶۵۲۳، گام ۷۲، آرسی‌دبلیو ۱۴۶، شارپلس۲–۲۵                   |
| گام ۷۶ | سحابی سه‌تکه  |       | سحابی سه‌تکه، ام ۲۰، مسیه ۲۰، ان‌جی‌سی ۶۵۱۴، آرسی‌دبلیو ۱۴۷، گام ۷۶، شارپلس۲–۳۰                 |
| گام ۸۱ | سحابی اومگا  |       | سحابی اومگا، سحابی قو، سحابی نعل اسبی، ام ۱۷، گام ۸۱، آرسی‌دبلیو ۱۶۰، شارپلس ۴۵، ان‌جی‌سی ۶۶۱۸ |
| گام ۸۳ | سحابی عقاب   |       | سحابی عقاب، ام ۱۶، مسیه ۱۶، ان‌جی‌سی ۶۶۱۱، آرسی‌دبلیو ۱۶۵، گام ۸۳، شارپلس۲–۴۹                  |

## فهرست
- گام ۱
- گام ۲
- گام ۳
- گام ۴
- گام ۵
- گام ۶
- گام ۷
- گام ۸
- گام ۹
- گام ۱۰
- گام ۱۱
- گام ۱۲
- گام ۱۳
- گام ۱۴
- گام ۱۵
- گام ۱۶
- گام ۱۷
- گام ۱۸
- گام ۱۹
- گام ۲۰
- گام ۲۱
- گام ۲۲
- گام ۲۳
- گام ۲۴
- گام ۲۵
- گام ۲۶
- گام ۲۷
- گام ۲۸
- گام ۲۹
- گام ۳۰
- گام ۳۱
- گام ۳۲
- گام ۳۳
- گام ۳۴
- گام ۳۵
- گام ۳۶
- گام ۳۷
- گام ۳۸
- گام ۳۹
- گام ۴۰
- گام ۴۱ [۱]
- گام ۴۲
- گام ۴۳
- گام ۴۴
- گام ۴۵
- گام ۴۶
- گام ۴۷
- گام ۴۸
- گام ۴۹
- گام ۵۰
- گام ۵۱
- گام ۵۲
- گام ۵۳
- گام ۵۴
- گام ۵۵
- گام ۵۶
- گام ۵۷
- گام ۵۸
- گام ۵۹
- گام ۶۰
- گام ۶۱
- گام ۶۲
- گام ۶۳
- گام ۶۴
- گام ۶۵
- گام ۶۶
- گام ۶۷
- گام ۶۸
- گام ۶۹
- گام  ۷۰
- گام ۷۱
- گام ۷۲
- گام ۷۳
- گام ۷۴
- گام ۷۵
- گام ۷۶
- گام ۷۷
- گام ۷۸
- گام ۷۹
- گام ۸۰
- گام ۸۱
- گام ۸۲
- گام ۸۳
- گام ۸۴
- گام ۸۵

## نگاهی به این‌ها هم بیندازید
- فهرست اجرام شارپلس
- فهرست اجرام کالدول
- فهرست مناطق شکل‌گیری ستاره‌ها در گروه محلی